# Common Database on Designated Areas
Common Database on Designated Areas (англ., коротко CDDA; рус. «Единая база данных по обозначенным охраняемым территориям» — база данных по официально признанным охраняемым природным и ландшафтным территориям, таким как: природные заповедники (природоохранные территории), ландшафтные заповедники, национальные парки и т.д. в Европе.
База данных создана в 1999 году и представляет собой совместный проект Европейского агентства по окружающей среде (ЕАОС), Совета Европы и Всемирного центра мониторинга охраны окружающей среды Программы Организации Объединенных Наций по окружающей среде (ЮНЕП-ВЦМС).
База данных разделена на национальную и международную части. Национальная часть обновляется для стран-членов ЕС и ЕЭЗ через Европейскую сеть информации и наблюдения за окружающей средой. Ведение данных национальной части для стран, не являющихся членами ЕЭЗ, и международной части осуществляется через системы UNEP-WCMC.
База данных соответствует системе Международного союза охраны природы и природных ресурсов (МСОП) и требованиям Организации Объединенных Наций, чтобы обеспечить гарантии сопоставимости с аналогичными базами данных во всем мире, в частности со Всемирной базой данных по охраняемым территориям (WDPA).
В интернете доступ к базе данных можно получить через веб-сайт Европейского агентства по окружающей среде (EUNIS).
Чисто Морские охраняемые территории, такие как «Морские охраняемые территории Атлантической дуги» (MAIA) ещё не включены в CDDA. Для этого требуется интеграция.